# أدريانا بيتي
أدريانا بيتي (بالإسبانية: Adriana Petit)‏ هي فنانة إسبانية، ولدت في 1984 في ميورقة في إسبانيا.